# DirectSound
DirectSound – część pakietu DirectX umożliwiająca szybki dostęp do karty dźwiękowej i m.in. odtwarzanie i nagrywanie dźwięku. Obsługuje efekty dźwiękowe (jak np. echo). Ta część DirectX działa tylko pod systemem Windows.

## DirectSound3D
Jest to dodatek do DirectSound umożliwiający obsługę dźwięku trójwymiarowego.
Od DirectX 8, DirectSound oraz DirectSound3D zostały ujęte w pakiet DirectX Audio.

## XAudio2
XAudio2 jest to niskopoziomowe API dźwiękowe dla platform Windows i XBox 360. Jest następcą DirectSound i XAudio. Umożliwia przetwarzanie i miksowanie sygnałów audio. W związku z tym, że jest międzyplatformowe, programiści bez istotnych zmian w kodzie mogą kompilować kod źródłowy zarówno na PC jak i XBoxa.
XAudio2 oferuje m.in.:
- Efekty DSP.
- Miksowanie kilku dźwięków w pojedynczy strumień audio.
- Wspiera dźwięk wielokanałowy i surround.
- Obsługuje formaty dźwięku skompresowanego ADPCM (tylko Windows), XMA (tylko Xbox) i xWMA (obie platformy) i umożliwia ich dekompresję w czasie rzeczywistym.
- Umożliwia przetwarzanie dźwięku o różnej częstotliwości próbkowania (co pozwala zaoszczędzić użycie procesora w przypadku jej obniżenia).

## XACT
Cross-platform Audio Creation Tool (XACT) jest biblioteką programistyczną audio oraz zestawem narzędzi wspomagających konsolidację wielu plików audio w pojedynczy plik, tzw. bank dźwięków.
XACT składa się z:
- XACT API - który umożliwia integrację zasobów dźwiękowych z aplikacją i ich obsługę.
- XACT GUI - narzędzie służące do konsolidacji plików audio w bank dźwięków.
- XACT Command Line Tool - który umożliwia obsługę z poziomu wiersza poleceń.

## X3DAudio
X3DAudio jest biblioteką programistyczną wykorzystywaną przy tworzeniu gier komputerowych, która służy do umieszczania dźwięków w wirtualnej przestrzeni 3D, co pozwala tworzyć złudzenie odgłosów pochodzących z określonego punktu względem pozycji kamery. Biblioteka jest używana wraz z XACT i XAudio2.
Aby uzyskać odpowiedni efekt używa się struktur nadajników dźwięku (emitters) i odbiorników (listeners):
- Nadajnik (emitter) jest zdefiniowany jako punkt (lub punkty) w przestrzeni 3D z którego pochodzi dźwięk. Głośność słyszanego dźwięku zależy od odległości od odbiornika.
- Odbiornik (listener) jest to punkt zorientowany w przestrzeni (zwykle jest to pozycja kamery) który symbolizuje słuchacza dźwięku (postać gracza w grze).

Struktury powyżej mogą się charakteryzować dodatkową wielkością skalarną, którą jest prędkość. Nie jest ona związana z samą fizyczną mechaniką gry, umożliwia jedynie modyfikację dźwięku wykorzystując efekt Dopplera.